# Llista de governadors del Banc d'Espanya
Llista de governadors del Banc d'Espanya des de la seva fundació.
- 1	-	Gener del 1856 - novembre del 1863; Ramón de Santillán; Lerma (Burgos). 1791
- 2	-	Novembre del 1863 - abril del 1866; Francisco Santa Cruz Pacheco; Oriola (Alacant). 1802
- 3	-	Abril del 1866 - juliol del 1866; Victorio Fernández Lascoiti Fourquet; Oviedo. 1805
- 4	-	Juliol del 1866 - octubre del 1868; Juan Bautista Trúpita Jiménez Cisneros; Huércal-Overa (Almeria). 1815
- 5	-	Octubre del 1868 - desembre del 1876; Manuel Cantero de San Vicente; Madrid. 1804
- 6	-	gener del 1877 - octubre del 1877; Pedro Salaverría y Charitu; Santander. 1810
- 7	-	Octubre del 1877 - febrer del 1878; José Elduayen Gorriti; Madrid. 1823
- 8	-	Febrer del 1878 - març del 1881; Martín Belda y Mencía del Barrio; Còrdova. 1815
- 9	-	Març del 1881 - octubre del 1883; Antonio Romero Ortiz; Santiago 1822
- 10	-	Octubre del 1883 - gener del 1884; Juan Francisco Camacho de Alcorta; Cadis. 1813
- 11	-	Gener del 1884 - febrer del 1885; Francisco de Cárdenas Espejo; Sevilla. 1816
- 12	-	Febrer del 1885 - agost del 1890; Salvador Albacete y Albert; Cartagena (Múrcia). 1822
- 13	-	Agost del 1890 - novembre del 1891; Cayetano Sánchez Bustillo; Llanes (Astúries). 1839
- 14	-	Novembre del 1891- abril del 1892; Juan Francisco Camacho de Alcorta; Cadis. 1813
- 15	-	Abril del 1892 - desembre del 1892; Santos de Isasa y Valseca; Montoro (Còrdova). 1822
- 16	-	Desembre del 1892 - abril del 1895; Pío Gullón e Iglesias; Astorga (Lleó). 1835
- 17	-	Abril del 1895 - setembre del 1895; Santos de Isasa y Valseca; Montoro (Còrdova). 1822
- 18	-	Setembre del 1895 - desembre del 1895; Manuel Aguirre de Tejada; Ferrol (La Corunya). 1829
- 19	-	Desembre del 1895 - octubre del 1897; José García Barzanallana; Madrid. 1819
- 20	-	Octubre del 1897 - març del 1899; Manuel de Eguilior y Llaguno; Limpias (Santander). 1842
- 21	-	Març del 1899 - octubre del 1899; Luis María de la Torre de la Hoz; Anaz (Santander). 1827
- 22	-	Octubre del 1899 - desembre del 1899; Antonio María Fabié Escudero; Sevilla. 1834
- 23	-	Gener del 1900 - abril del 1901; Juan de la Concha Castañeda; Plasència (Càceres). 1818
- 24	-	Abril del 1901 - febrer de 1902; Pío Gullón e Iglesias; Astorga (Lleó). 1835
- 25	-	Juliol del 1902 - desembre del 1902; Andrés Mellado Fernández; Màlaga. 1846
- 26	-	Desembre del 1902 - juliol del 1903; Antonio García Alix; Múrcia. 1852
- 27	-	Juliol del 1903 - desembre del 1903; José Sánchez Guerra y Martínez; Còrdova. 1859
- 28	-	Desembre del 1903 - desembre del 1904; Tomás Castellano y Villarroya; Saragossa. 1850
- 29	-	Desembre del 1904 - agost del 1905; Manuel Allendesalazar; Guernica (Biscaia). 1856
- 30	-	Agost del 1905 - juny del 1906; Trinitario Ruiz Capdepón; Oriola (Alacant). 1836
- 31	-	Juny del 1906 - gener del 1907; Fernando Merino Villarino; Lleó. 1869
- 32	-	Gener del 1907 - setembre del 1908; José Sánchez Guerra y Martínez; Còrdova. 1859
- 33	-	Setembre del 1908 - octubre del 1909; Antonio García Alix; Múrcia. 1852
- 34	-	Octubre del 1909 - febrer del 1910; Fernando Merino Villarino; Lleó. 1869
- 35	-	Febrer del 1910 - abril del 1911; Tirso Rodrigáñez y Sagasta; Logronyo. 1853
- 36	-	Abril del 1911 - novembre del 1913; Eduardo Cobián y Roffignac; Pontevedra. 1857
- 37	-	Novembre del 1913 - gener del 1916; Lorenzo Domínguez Pascual; Sevilla. 1863
- 38	-	Gener del 1916 - juliol del 1916; Manuel de Eguilior y Llaguno; Limpias (Santander). 1842
- 39	-	Juliol del 1916 - juny del 1917; Amós Salvador Rodrigáñez; Logronyo. 1845
- 40	-	Juny del 1917 - novembre del 1917; Lorenzo Domínguez Pascual; Sevilla. 1863
- 41	-	Novembre del 1917 - abril del 1919; Tirso Rodrigáñez y Sagasta; Logronyo. 1853
- 42	-	Abril del 1919 - octubre del 1919; Manuel Allendesalazar; Guernica (Biscaia). 1856
- 43	-	Octubre del 1919 - març del 1921; Eduardo Sanz y Escartín; Pamplona. 1855
- 44	-	Març del 1921 - agost del 1921; José Maestre Pérez; Monòver (Alacant). 1866
- 45	-	Agost del 1921 - març del 1922; Lluís Sedó i Guichard; Madrid. 1873
- 46	-	Març del 1922 - gener del 1923; Salvador Bermúdez de Castro y O'Lawlor; Madrid. 1863
- 47	-	Gener del 1923 - setembre del 1923; Tirso Rodrigáñez y Sagasta; Logronyo. 1853
- 48	-	Febrer del 1924 - octubre del 1929; Carlos Vergara Caillaux; Getafe (Madrid). 1854
- 49	-	Octubre del 1929 - febrer del 1930; José Manuel Figueras Arizcun; Madrid, 1869
- 50	-	febrer del 1930 - agost del 1930; Juan Antonio Gamazo Abarca; Boecillo (Valladolid). 1840
- 51	-	Agost del 1930 - abril del 1931; Federico Carlos Bas Vassallo; Alacant. 1881
- 52	-	Abril del 1931 - setembre del 1933; Julio Carabias Salcedo;
- 53	-	Setembre del 1933 - març del 1934; Manuel Marraco Ramón; Saragossa. 1870
- 54	-	Març del 1934 - abril del 1935; Alfredo de Zavala y Lafora; Madrid. 1893-1994
- 55	-	Abril del 1935 - maig del 1935; Alejandro Fernández de Araoz y de la Devesa; Medina del Campo (Valladolid). 1894
- 56	-	Maig del 1935 - febrer del 1936; Alfredo de Zavala y Lafora; Madrid. 1893-1994
- 57	-	Març del 1936 - agost del 1938; Lluís Nicolau d'Olwer; Barcelona. 1888
- 58	-	Abril del 1938 - agost del 1950; Antonio Goicoechea Cosculluela; Barcelona. 1876
- 59	-	agost del 1950 - setembre del 1951; Francisco de Cárdenas y de la Torre; Madrid. 1875
- 60	-	Setembre del 1951 - desembre del 1963; Joaquín Benjumea Burín; Sevilla. 1878
- 61	-	Juliol del 1965 - juliol del 1970; Mariano Navarro Rubio; Barbaquena (Terol). 1913
- 62	-	Juliol del 1970 - agost del 1976; Luis Coronel de Palma; Madrid. 1925
- 63	-	Agost del 1976 - març del 1978; José María López de Letona; Burgos. 1922
- 64	-	Març del 1978 - juliol del 1984; José Ramón Álvarez Rendueles; Gijón. 1940
- 65	-	Juliol del 1984 - juliol del 1992; Mariano Rubio Jiménez; Burgos. 1931
- 66	-	Juliol del 1992 - juliol del 2000; Luis Àngel Rojo Duque; Madrid. 1934
- 67	-	Juliol del 2000 - juliol del 2006; Jaime Caruana Lacorte; València. 1952
- 68	-	Juliol del 2006 - 11 de juny del 2012; Miguel Ángel Fernández Ordóñez; Madrid. 1945
- 69 - 11 de juny del 2012 - 11 de juny del 2018; Luis María Linde; Madrid. 1945
- 70 - 11 de juny del 2018-; Pablo Hernández de Cos; Madrid. 1971